# 物干し

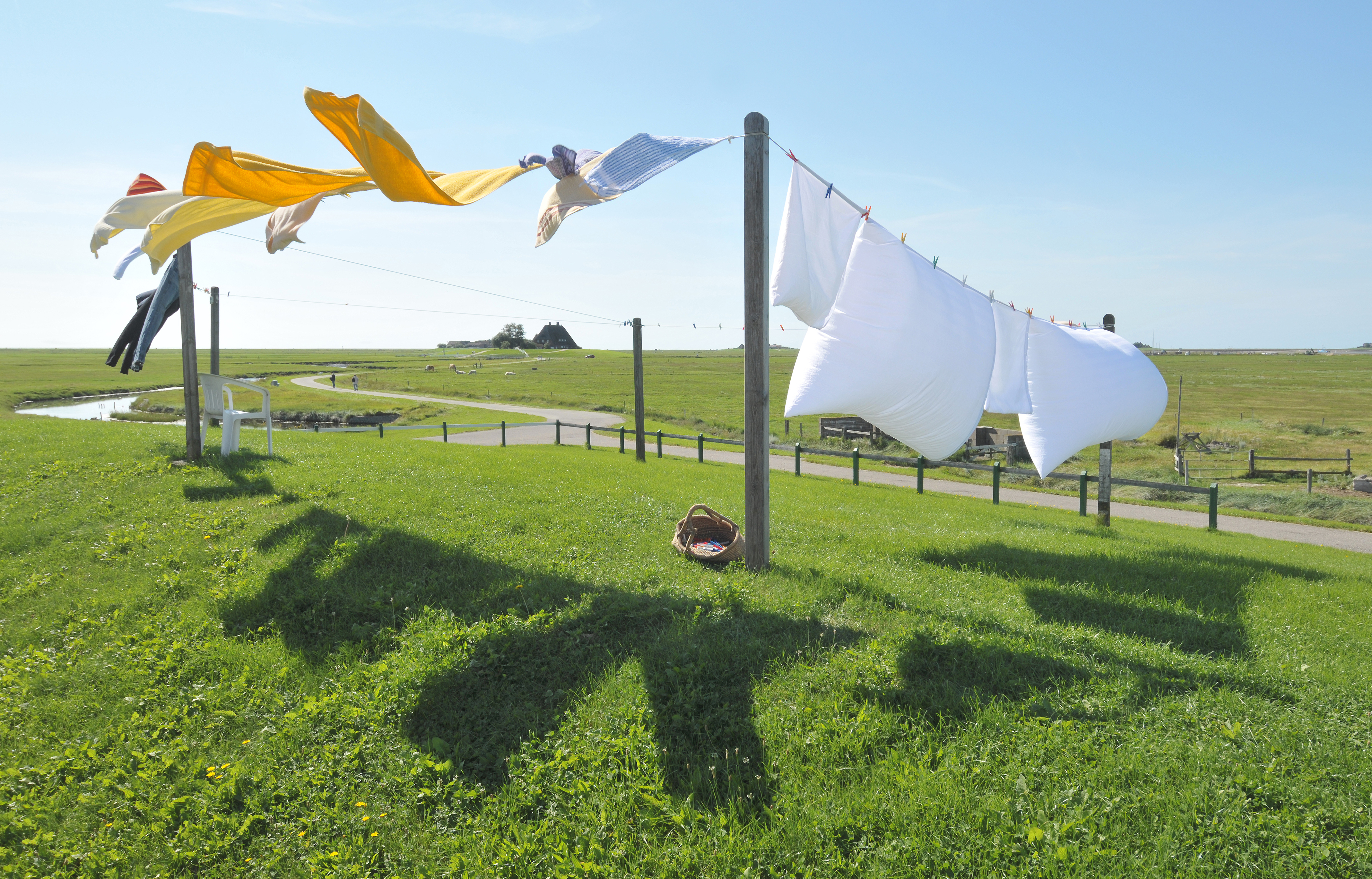
ロープによる物干し

物干し（ものほし）とは洗濯物などを自然乾燥させるための器具。物干しざお、洗濯ロープ、物干しロープ、物干し器などがある。

## 物干しざお

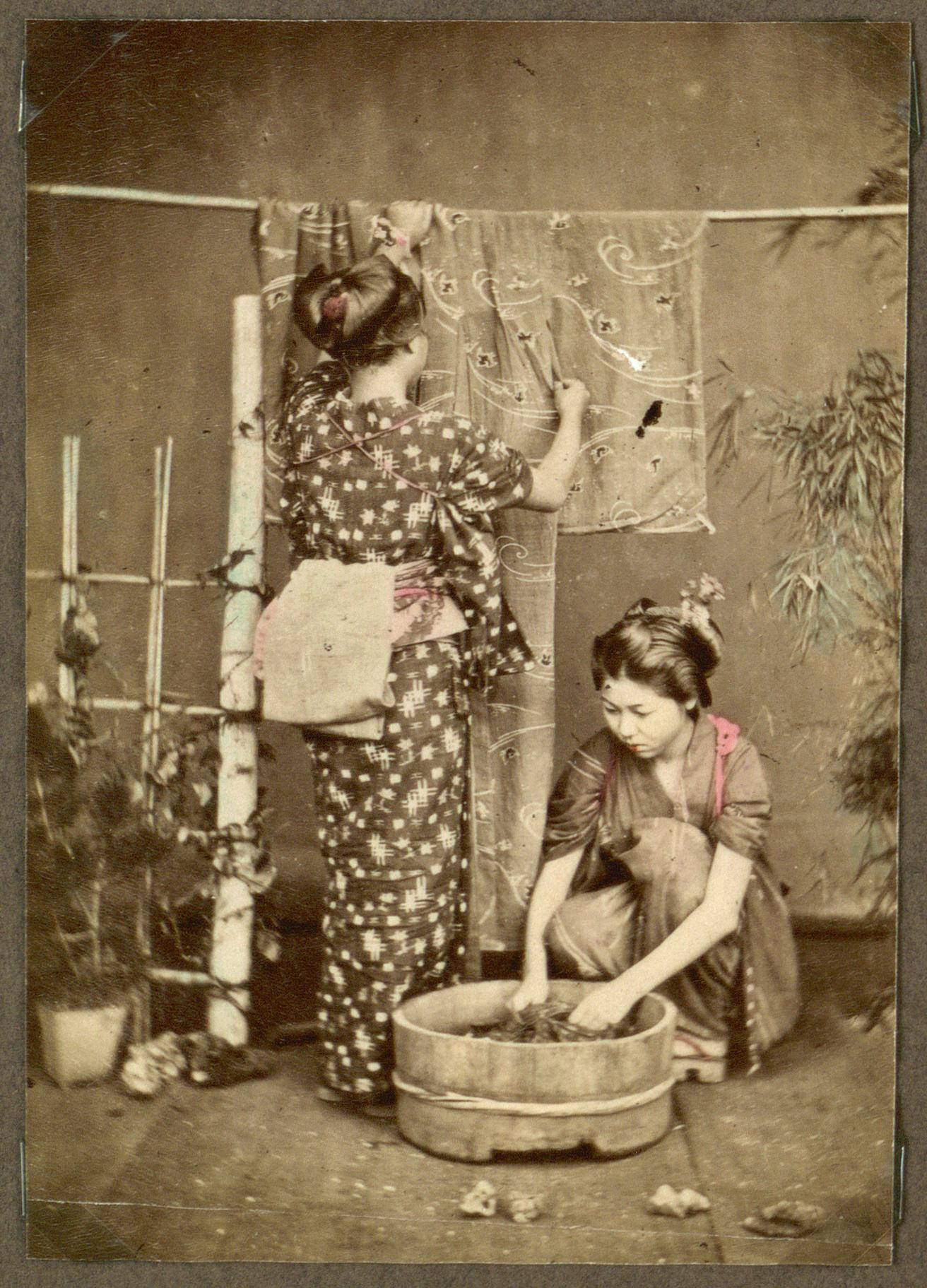
物干し竿に着物を干す女性(左)とたらいで洗濯する女性(右) - 1925年

物干しざお（ものほしざお、物干し竿）は、主に洗濯物を干すために用いられるさお（竿）。
さおだけ（竿竹）ともいうが、「竿」（カン、さお）という漢字の部首がたけかんむりであるように、かつて材料として竹が用いられていたことの名残である。
物干しざおにはハンガーでつるした衣類を掛けたり、またタオルやシーツなどはそのままかぶせるようにして掛けたりする。半そでのシャツなら右そで口から左そで口に通して干すこともある。さおや支持台が丈夫であれば、布団など重量物も掛けて干すことができる。このほか、干し柿など食品をつるして干すこともできる。風の強い日は干しているものを洗濯ばさみで留めておくことが望ましい。

### 設置
物干しざお本体は、長さ2～4メートル、太さ3～4センチメートル程度のまっすぐな棒。内部は中空でどちらかと言えばパイプ（管）に近い。かつてさおだけ（竿竹）と言われたように竹でできていたものだったが、現在は鉄やステンレス鋼、アルミニウムといった金属製のものが多い。
地面や床に接して自立している支柱に渡して取り付けるもの（自立型）と壁や柱に取り付けた支持具に渡して取り付けるものとがある（取り付け型）。
自立型の場合にはその両端を物干し台（ものほしだい）などと呼ばれる支持台によって設置する。また、マンションなどの集合住宅ではバルコニーやベランダに物干しざおを渡すフックがあり、取り付け型となっている。いずれも地上から高さ2メートル程度の位置で支持する。
さおの位置が低すぎると、干しているものが地面に接触してしまい、逆に高すぎると干す際、および取り込む際に苦労を要することになる。
一般に庭やベランダなど屋外に設置される。風雨にさらされるため、さお・台ともにさびなど腐食による強度低下に注意する。近年は、さびにくいステンレス鋼と偽ったクラッド管で作られたものが多いが、それらは鉄製と同じで非常に錆びやすい。

### 物干しざおカバー
物干しざおカバー（ものほしざおカバー）は、物干しざおの表面を保護する塩化ビニル樹脂製の熱収縮チューブである。中にさおを通し、熱湯をかけるなどして熱を加えることでチューブが収縮し、さおに密着する。鉄製さおの腐食防止や、老朽化したさおの補修、補強に用いられる。
三菱樹脂製のヒシチューブ（ひしチューブ）は有名。

### さおだけ屋
さおだけ屋（さおだけや、竿竹屋）は、物干しざおを販売する業者。日本では昼間、軽トラックに物干しざおを積んださおだけ屋が、住宅地を巡回しながら販売している光景がしばしば見られる。売り歩く際は、「たけやーさおだけー」や「さおやーさおだけー」といった独特の節回しで呼びかけるのが定番。
さおだけ屋は、購入者が販売者を呼び止めるという形態から訪問販売として扱われず、クーリングオフが適用できない。被害に遭った場合は、最寄りの警察署、消費者センターに相談することである。国民生活センターでは、さおだけ屋を呼び止める行為は慎重にし、価格を確認して不要な場合はきっぱりと断るようにアナウンスしているものの、移動販売のトラックを見ても、正当な販売をする業者か悪質な業者かを見分けることは困難なため、物干しざおが必要なら、金物店や大型スーパーやホームセンターなどに買いに行くのが安心な購入方法である。ホームセンターによっては、物干し竿や物干し台など長尺物や重量物などの運搬用に、一定時間まで無料で軽トラックを貸し出す店舗もあるので、乗用車に載せられない場合は軽トラを借りて運ぶ方法もある。運転免許がなければ、有償になる場合もあるが、配送を依頼することもできる。伸縮できるタイプであれば自分で持ち帰ることも容易である。

## 物干しロープ

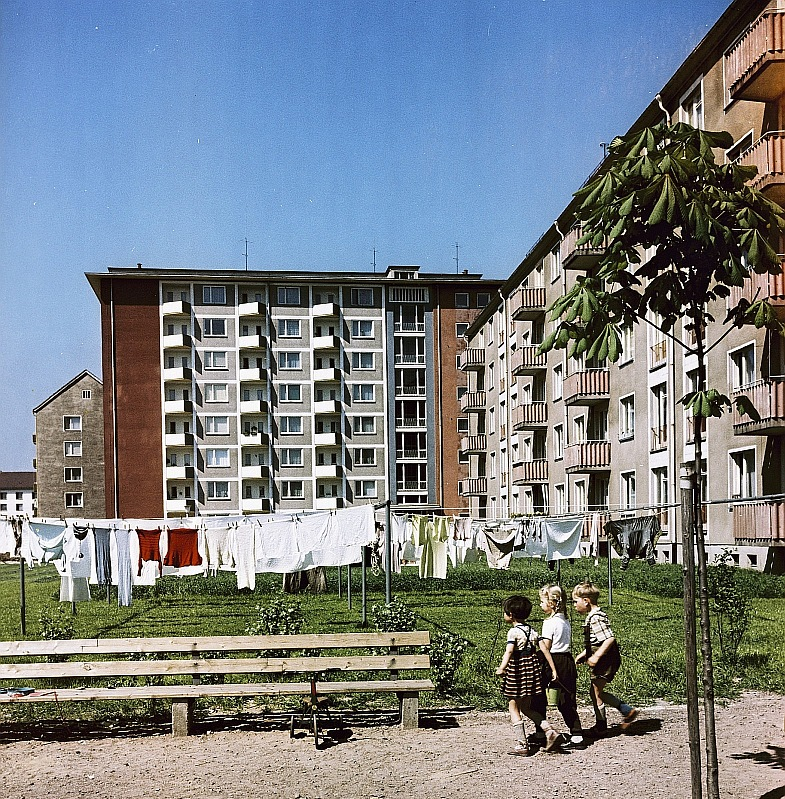
ロープを張るための器具
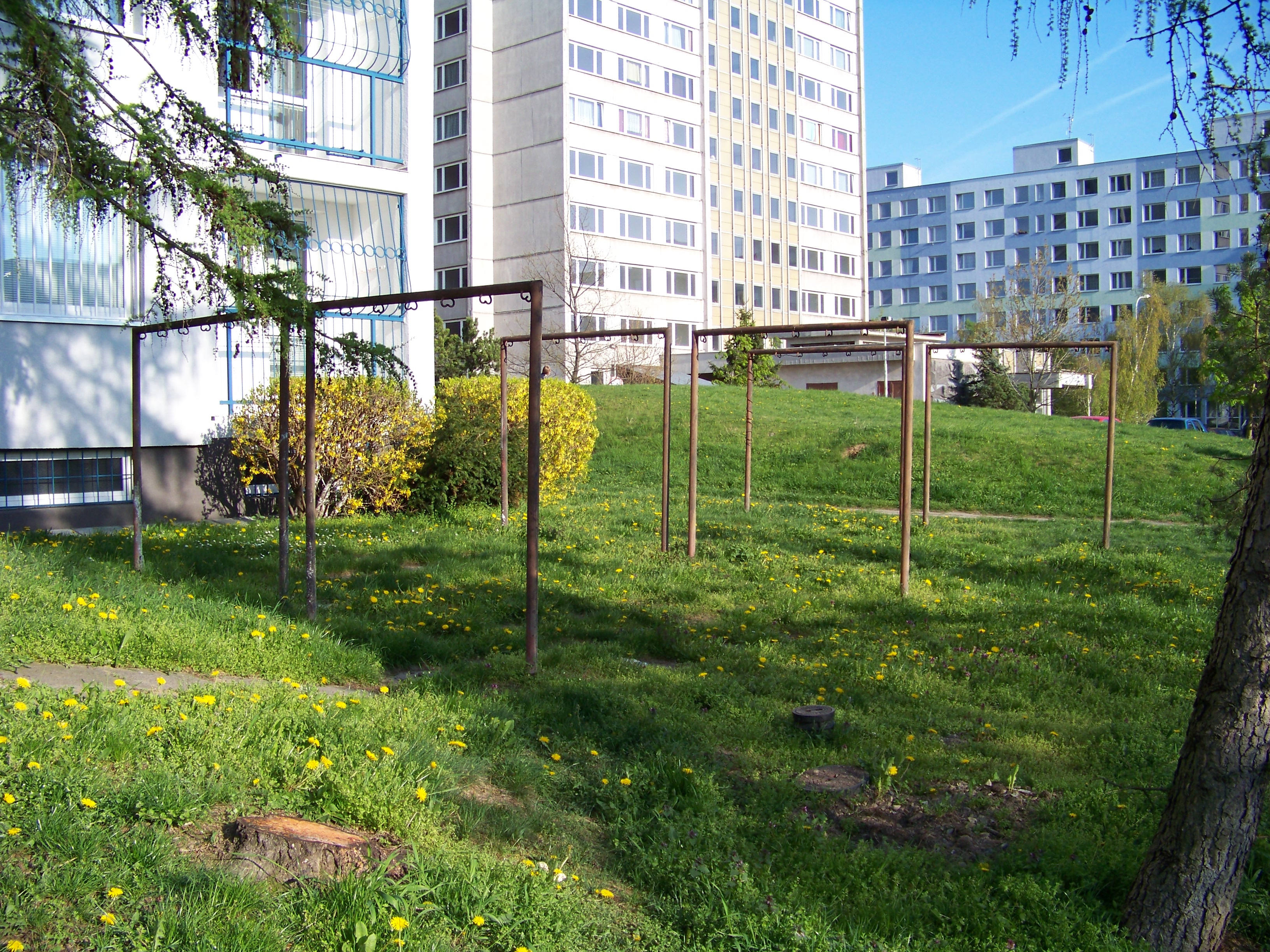
掛けていない状態 （ロープ接続部形状の異なる別器具）

## 物干し器
直接に洗濯物を掛けるようにした器具である。

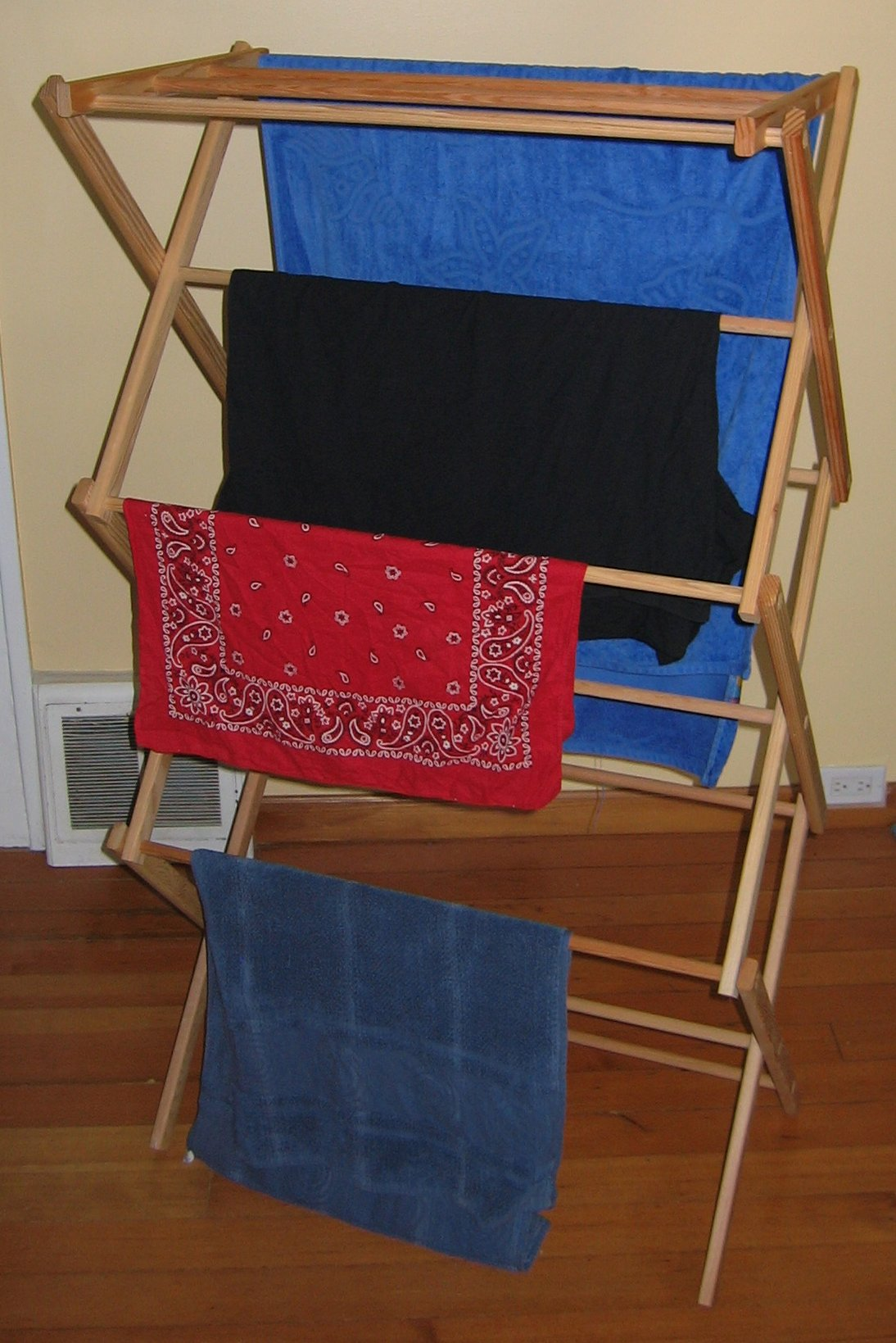

- 自立型 - 地面や床等に接して自立しているもの[1]（物干しスタンド参照）
  - 一本支柱有り型 - 一本の支柱によって構成された物干し器[1]
  - 二本支柱有り型 - 二本の支柱によって構成された物干し器[1]
  - 脚交差型 - 交差脚で構成された物干し器[1]。脚部分がX字型のもの。
- 取付型 - 壁や柱に取り付けて用いる物干し器[1]
- 吊り下げ型 - 吊り下げて用いる物干し器[1]
- 放射ざお型 - 放射状の横竿によって構成された物干し器[1]。傘の骨のような形状になっている。
- 上衣用ハンガー型 - 上衣用のハンガー型によって構成された物干し器[1]
- 角枠型 - 四角形の枠に複数のピンチ（洗濯ばさみ）を取り付けたピンチハンガー[1]
- 丸枠型 - 丸枠に複数のピンチ（洗濯ばさみ）を取り付けたピンチハンガー[1]

## ギャラリー

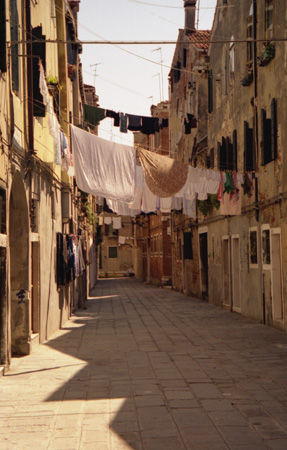
通りを隔てた建物間での物干し棒
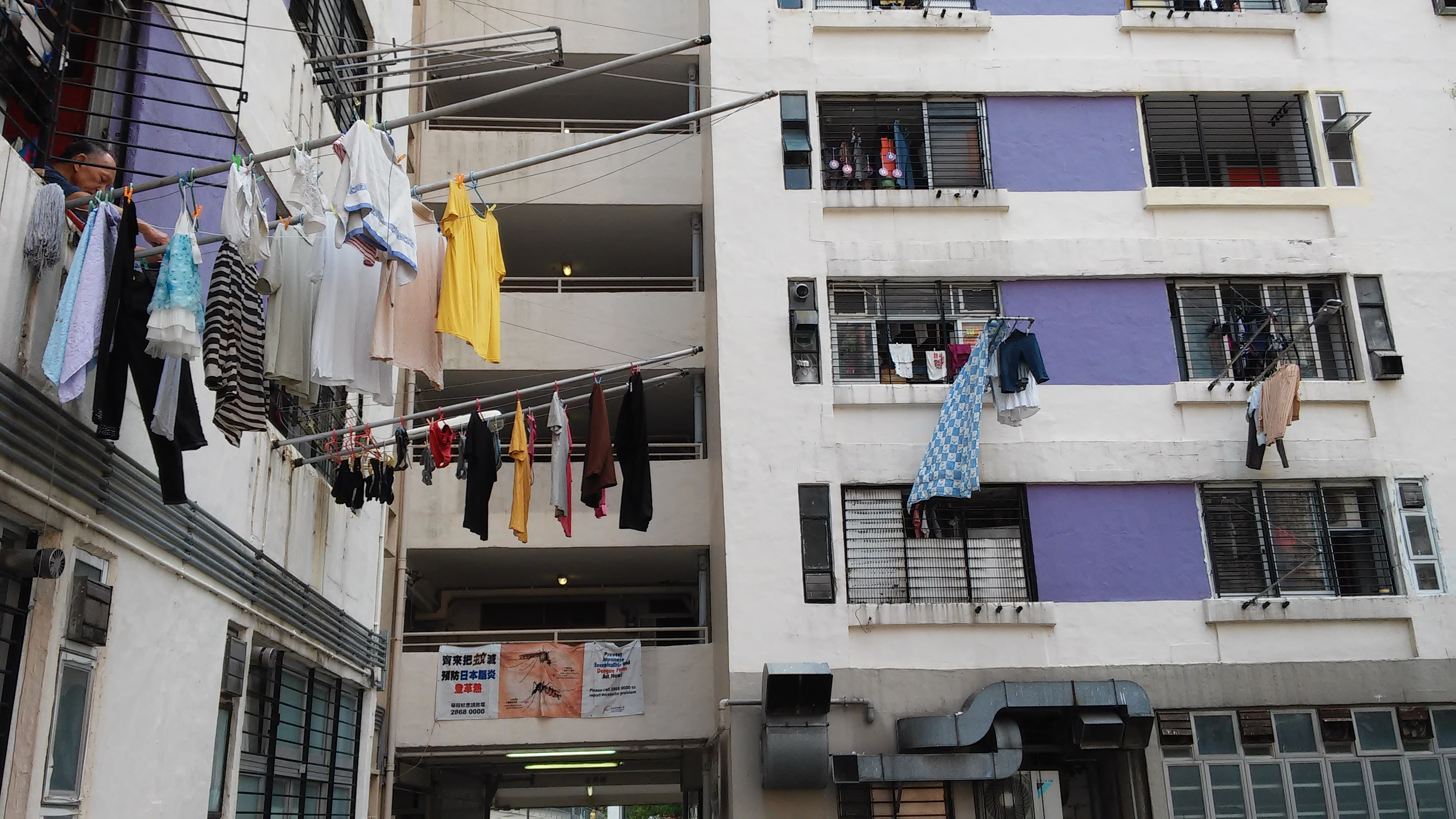
建物から突き出すように設置されている物干し（香港）
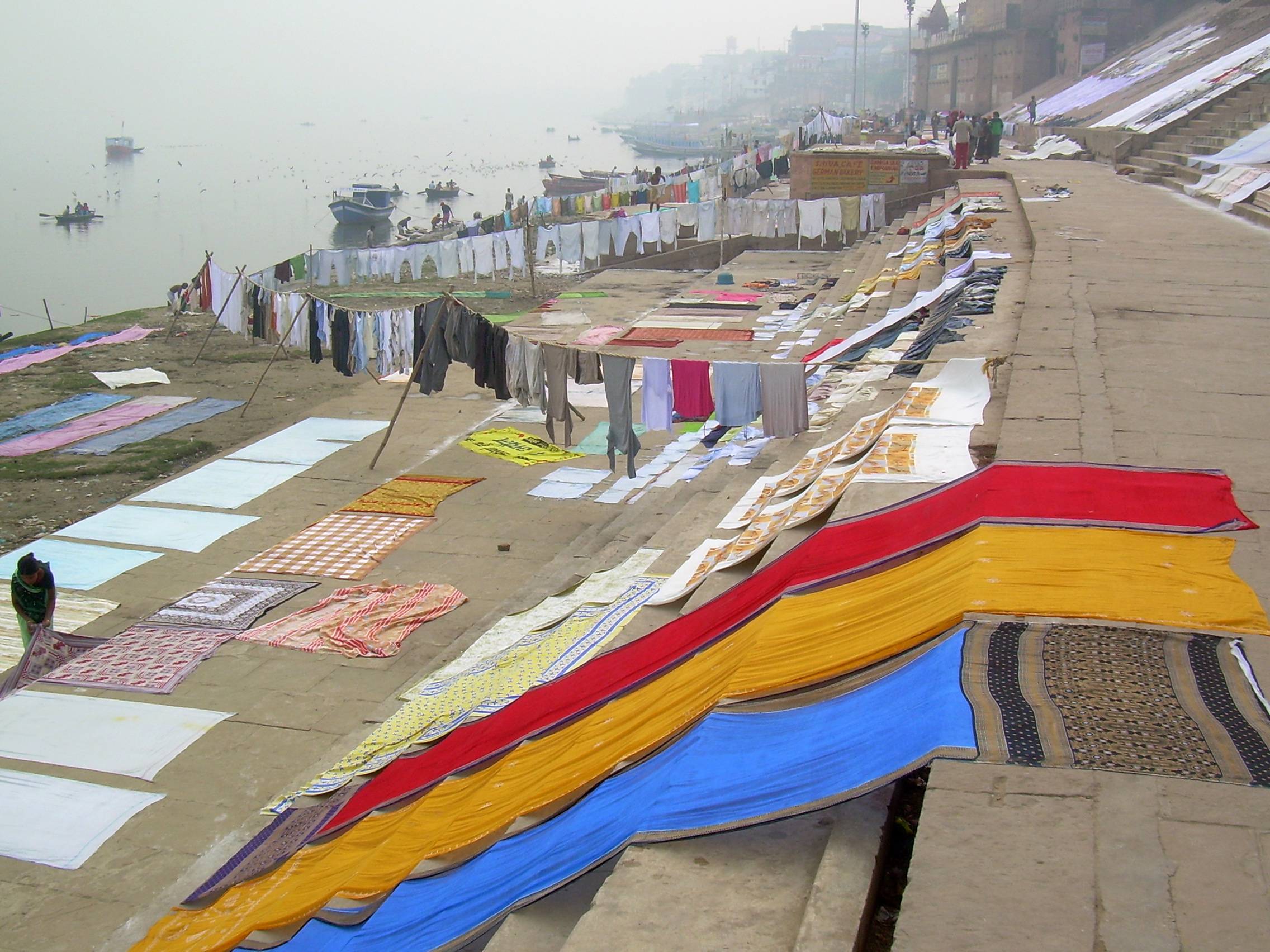
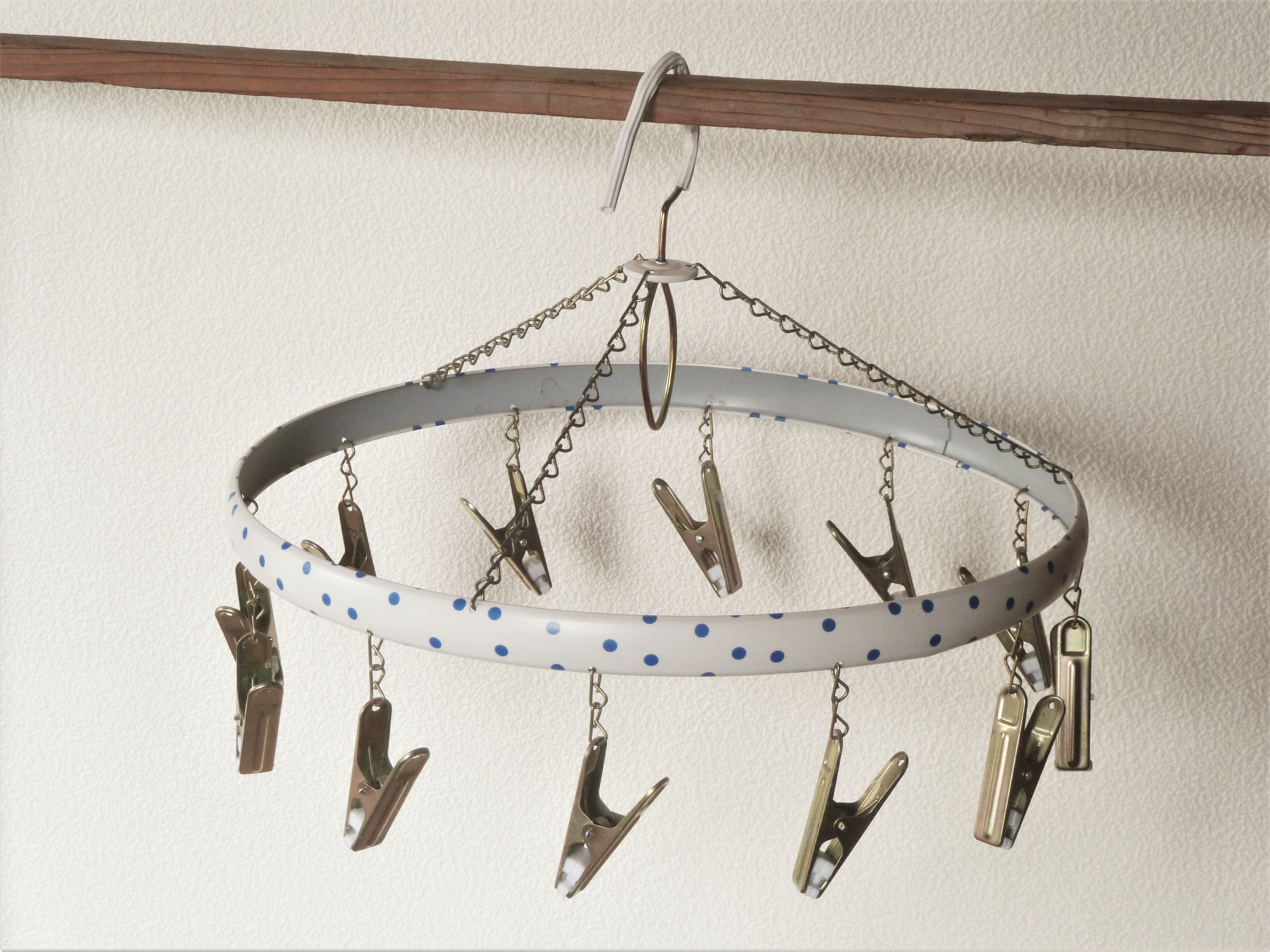
丸枠型のピンチハンガー